# Giganten am Himmel
Giganten am Himmel (Alternativtitel: Airport ’75 – Giganten am Himmel, Fernsehtitel: Airport 2 – Giganten am Himmel) ist ein US-amerikanischer Katastrophenfilm aus dem Jahre 1974 von Jack Smight. Der Film, der mit einem großen Staraufgebot aufwartet, ist ein Nachfolger des Kassenschlagers Airport von 1970. Zwei weitere Fortsetzungen folgten 1977 (Airport ’77 – Verschollen im Bermuda-Dreieck) und 1979 (Airport ’80 – Die Concorde). Uraufführung hatte der Film am 18. Oktober 1974, in Deutschland erschien er erstmals am 27. März 1975.

## Handlung
Flug 409 (Red-Eye Special), eine Boeing 747 der fiktiven Columbia Airlines, befindet sich auf dem Weg von Washington nach Los Angeles. Geführt wird die Maschine von Kapitän Stacy. Gleichzeitig macht sich der Geschäftsmann Scott Freeman aus New Mexico mit seiner Privatmaschine auf den Weg zu einem geschäftlichen Treffen in Idaho. Durch eine Schlechtwetterfront an der Westküste kann die Boeing Los Angeles nicht anfliegen. Flug 409 wird nach Salt Lake City umgeleitet. Dorthin wird auch Freemans Maschine beordert.
Bereits zu Anfang zeigt der Film die verschiedenen Menschen, die an Bord gehen wollen. Die Stewardess Nancy trifft Al Murdoch, mit dem sie ein Gespräch über ihre Bindung sucht. Dazu kommt es aber nicht, weil beide ihre Flüge erreichen müssen. Ebenfalls an Bord kommt das kleine Mädchen Janice Abbott, die aus der Klinik zu dem Flug gebracht wird, um sich in Los Angeles einer Nierentransplantation zu unterziehen.
Auch die beiden Ordensschwestern Ruth und Beatrice sind Passagiere auf diesem Flug. Etwas später sucht Schwester Ruth Janice auf, die ihre Gitarre mitgenommen hat. Schwester Ruth führt ein kurzes Gespräch mit ihr, in dem die Menschlichkeit ihrer Auffassung deutlich wird. Dann spielt sie auf der Gitarre des Mädchens das Lied 'Best Friend' für sie, um sie etwas aufzumuntern und Mut zu machen.
Beide Maschinen befinden sich im Landeanflug auf Salt Lake City, wobei die 747 vor der Privatmaschine landen soll. Freeman fürchtet durch die Verspätung um den Verlust seines Geschäftes und erleidet einen schweren Herzanfall. Seine Maschine steigt unkontrolliert und gerät in die Flugbahn der Passagiermaschine. Freemans Maschine stößt mit der 747 zusammen und reißt dabei ein großes Loch in das Cockpit. Durch den Druckabfall wird der Erste Offizier Urias durch das Loch gesogen. Der Flugingenieur Julio wird tödlich verletzt. Captain Stacy erleidet durch Trümmerstücke schwere Verletzungen an den Augen, die ihn erblinden lassen. Glücklicherweise kann er noch den Autopiloten einschalten, damit die Maschine in einer stabilen Fluglage bleibt.
Unter den Passagieren ist natürlich Panik ausgebrochen. Die Chefstewardess Nancy Pryor eilt ins Cockpit und erkennt die Ausmaße der Katastrophe. Per Funk unterrichtet sie den Tower von dem Unfall und dem Zustand der Crew. Das Anzeigepaneel des Ingenieurs wurde bei dem Aufprall zerstört, ein großes Loch hat sich über dem Copilotensitz gebildet.
Columbia unterrichtet ihren Vizepräsidenten Joe Patroni von der Situation. Der ehemalige Mechaniker nimmt Kontakt zum Cheffluglehrer von Columbia, Al Murdoch, auf. Mit einem Jet eilen die beiden nach Salt Lake City. Während des Fluges nehmen sie Kontakt zu Nancy auf, die im Cockpit der 747 geblieben ist. Zwar bleibt die Maschine durch den Autopiloten in einer stabilen Fluglage, doch es können keine Richtungs- oder Höhenänderungen vorgenommen werden. Doch diese Änderungen sind nun zwingend notwendig, da das Flugzeug bald die Gebirgskette der Wasatch Mountains erreicht. Murdoch instruiert Nancy über Funk, wie sie eine Kurve fliegen kann. Doch nun fällt der Funk aus, weder Murdoch noch der Tower können mit der Maschine kommunizieren.
Nancy ist nicht in der Lage, den Kurs der Maschine zu ändern. Zudem verliert die Boeing Treibstoff und nähert sich den Bergen. Der Versuch der US Air Force, mittels eines Helikopters einen Piloten an Bord der 747 zu bringen, schlägt fehl. Der Maschine droht der Aufprall an einer Bergflanke. Ohne Funkunterstützung muss Nancy die Maschine über die Berge bringen. Captain Stacy kann ihr trotz seines Zustandes Hinweise auf die Zusammenhänge zwischen Aufstieg und Geschwindigkeit geben. Nancy schafft es, das Flugzeug über die Berge zu bringen. Der Pilot aus dem Helikopter unternimmt einen zweiten Versuch, an Bord der 747 zu gelangen. Mit einem Seil wird er von dem voraus fliegenden Helikopter an das Loch im Cockpit gelassen. Als Nancy ihm ins Cockpit helfen will, verhakt sich die Auslösevorrichtung für das Halteseil, an dem der Pilot hängt, mit einer umgebogenen Kante des Loches. Das Halteseil wird dadurch gelöst und der Pilot hinausgerissen.
Nun wird versucht, Murdoch an Bord zu bringen. Tatsächlich gelingt es, mit der Hilfe von Nancy, Murdoch durch ein Seil vom Helikopter in die Maschine zu bringen. Bei der Aktion verletzt sich Murdoch beide Hände, die jedoch durch Nancy notdürftig versorgt werden können. Mit einigen Schwierigkeiten kann er die Boeing sicher auf dem Flughafen von Salt Lake City landen, wo die Kabinenbesatzung erfolgreich eine Evakuierung über die Notrutschen durchführt. Nancy und Murdoch verlassen als letzte gemeinsam die Maschine.

## Kritiken
Das Lexikon des internationalen Films über den Film: „Hinter der spannungsträchtigen Ausnahmesituation und dem fragwürdigen Idealbild des rettenden Helden verblassen die Privatschicksale der Passagiere zu Klischees.“
Vincent Canby von der New York Times bezeichnet den Film als „alberne Fortsetzung.“ Besonders die Spießigkeit des Films und den gescheiterten Versuch, seriös zu wirken, kreidet Canby den Filmemachern an.
Demgegenüber lobt Roger Ebert von der Chicago Sun-Times, dass sich Drehbuch und Regie auf die Action konzentrieren und die Nebenhandlungen den Film nicht aufhalten.
Der TimeOut Filmguide wiederum empfindet den Film als „lächerliche Fortsetzung. Schlecht genug, um unterhaltsam zu sein.“

## Auszeichnungen
Helen Reddy wurde 1975 für den Golden Globe als Beste Nachwuchsdarstellerin nominiert.

## Hintergrund
Die männlichen Hauptdarsteller George Kennedy und Charlton Heston drehten gemeinsam den Katastrophenfilm Erdbeben, der in Deutschland vorher erschien. In den Vereinigten Staaten hingegen kam zuerst die Airport-Fortsetzung und dann Erdbeben in die Kinos. George Kennedy verkörpert in allen vier Airport-Filmen die Figur des Joe Patroni.
Zum Aufgebot des Filmes gehörten auch: Alan Fudge als Danton; Christopher Norris als Bette; John Furlong als Mr. Taylor; Robert Ito als Passagier; Gloria Swanson, ein Star aus Stummfilmzeiten, die sich in ihrer letzten Filmrolle selbst spielt und mit diesem Film ihre geplante Autobiografie ankündigte, an der sie in einigen Szenen mit ihrer Assistentin arbeitet; Christiane Schmidtmer als Angie Bell, eine kleine Statistenrolle ohne Text, welche auch nicht im Abspann auftaucht. Dennoch gab Schmidtmer in einem letzten großen Interview 1995 an, für diese Rolle mehr Gage verdient zu haben als mit ihren weitaus größeren Auftritten in Das Narrenschiff und Boeing-Boeing.
Bei einem geschätzten Budget von 3 Millionen US-Dollar spielte die Produktion der Universal Pictures ca. 47 Millionen US-Dollar alleine in den Vereinigten Staaten ein.
Die im Film benutzte Maschine war eine Boeing 747, die für ca. 30.000 US-Dollar pro Tag von der Fluggesellschaft American Airlines gemietet wurde. Das Flugzeug mit dem Kennzeichen N9675 wurde 2006 nach 35 Jahren im Dienst für American Airlines, UPS und weitere Gesellschaften stillgelegt und 2011 verschrottet. Um sich auf seine Rolle vorzubereiten, konnte Charlton Heston den Flugsimulator der Gesellschaft in Fort Worth, Texas benutzen.
Das für den Film ebenfalls benutzte Privatflugzeug, welches mit der Boeing 747 zusammenstieß, ist eine Beechcraft Baron mit dem Kennzeichen N9750Y. Tragischerweise wurde dieses Flugzeug tatsächlich bei einer Kollision in der Luft zerstört, als es am 24. August 1989 über Kalifornien mit einer Cessna 180 zusammenstieß. 
Bei dem während des Flugs gezeigten Film handelt es sich um American Graffiti von George Lucas aus dem Jahr 1973.
Efrem Zimbalist jr. und Dana Andrews drehten 1960 das Drama SOS für Flug T 17 (Originaltitel: The Crowded Sky). Hier ging es um einen Zusammenstoß eines Düsenjägers mit einer Passagiermaschine. Zimbalist und Andrews tauschten für den vorliegenden Film sozusagen die Rollen. Andrews spielte in der Produktion von 1960 den Piloten der Passagiermaschine, Zimbalist den Piloten des Düsenjets.
In der Realität kam es tatsächlich vor, dass eine große Linienmaschine im US-amerikanischen Luftraum  mit einem Kleinflugzeug kollidierte: Im Jahr 1986 der Aeroméxico-Flug 498 über Los Angeles und 1978 der Pacific-Southwest-Airlines-Flug 182 bei San Diego.
Das Lied, welches die Ordensschwester Ruth für das kleine Mädchen spielt, hat sie in der Realität zusammen mit R. Burton selbst geschrieben und zum Beispiel auf ihrer LP 'I DON'T KNOW HOW TO LOVE HIM' veröffentlicht.
Einige Elemente aus dem Film (u. a. die Nonne und ein Kind, das auf dem Weg zu einer Organtransplantation ist) wurden 1980 in der Komödie Die unglaubliche Reise in einem verrückten Flugzeug aufgegriffen und parodiert. In diesem Film spielte auch Leslie Nielsen mit, der ab 1988 zusammen mit George Kennedy in der Komödien-Reihe Die nackte Kanone zu sehen war.
In Episode "747" aus der 1.  Staffel der Serie der unglaubliche Hulk werden Außenaufnahmen des Filmes verwendet.

## Belege
1. ↑   Freigabebescheinigung für Giganten am Himmel. Freiwillige Selbstkontrolle der Filmwirtschaft, März 2006 (PDF; Prüfnummer: 47 085 DVD).
2. 1 2  Giganten am Himmel. In: Lexikon des internationalen Films. Filmdienst, abgerufen am 14. April 2012.
3. ↑  http://movies.nytimes.com/movie/review?_r=2&res=9403E5D6143DE63BBC4152DFB667838F669EDE
4. ↑  https://www.rogerebert.com/reviews/airport-1975-1974
5. ↑  http://www.timeout.com/film/reviews/77638/airport_1975.html@1@2Vorlage:Toter+Link/www.timeout.com+(Seite+nicht+mehr+abrufbar,+festgestellt+im+April+2018.+Suche+in+Webarchiven) Datei:Pictogram+voting+info.svg Info:+Der+Link+wurde+automatisch+als+defekt+markiert.+Bitte+prüfe+den+Link+gemäß+Anleitung+und+entferne+dann+diesen+Hinweis.
6. ↑  http://www.the-numbers.com/movies/series/Airport.php